# Discoglypha punctimargo
Discoglypha punctimargo är en fjärilsart som beskrevs av George Francis Hampson 1895. Discoglypha punctimargo ingår i släktet Discoglypha och familjen mätare. Inga underarter finns listade i Catalogue of Life.